# Bye Bye Braverman
Pour les articles homonymes, voir Braverman.
Pour plus de détails, voir Fiche technique et Distribution.
Bye Bye Braverman est un film américain réalisé par Sidney Lumet et sorti en 1968.

## Fiche technique
- Titre : Bye Bye Braverman
- Réalisation : Sidney Lumet
- Scénario : Herbert Sargent, d'après le roman To an Early Grave de Wallace Markfield
- Photographie : Boris Kaufman
- Montage : Gerald B. Greenberg
- Musique : Peter Matz
- Société de production : Warner Bros.-Seven Arts
- Pays de production : États-Unis
- Format : Couleurs - 1,78:1 - Mono
- Genre : comédie dramatique
- Date de sortie : 1968

## Distribution
- George Segal : Morroe Rieff
- Jack Warden : Barnet Weinstein
- Jessica Walter : Inez Braverman
- Godfrey Cambridge : le chauffeur de taxi
- Phyllis Newman : Myra Mandelbaum
- Joseph Wiseman : Felix Ottensteen
- Sorrell Booke : Holly Levine
- Zohra Lampert : Etta Rieff
- Alan King : le rabbin
- Graham Jarvis (non crédité) : un passager du bus

## Production
Le tournage a lieu à New York.